# Françoise de Mazarin
Françoise de Mazarin, född 30 augusti 1688, död 10 september 1742 i Versailles, var en fransk hovfunktionär. Hon var dame d'atours till Frankrikes drottning Marie Leszczyńska från 1731 till 1742.

## Biografi
Françoise de Mazarin var dotter till greve Louis de Mailly (1663–1699) och hovdamen Anne-Marie-Françoise de Mailly (1667–1734). Hennes bror Louis-Alexandre, comte de Mailly et Rubempré (1694–1748) var gift med deras kusin, kungens mätress Louise Julie de Mailly-Nesle.
År 1700 gifte sig Françoise de Mazarin med Louis Phélypeaux, Marquis de La Vrillière (1672–1725), med vilken hon fick fyra barn. Hon blev genom sin dotter Marie-Jeanne svärmor till Jean-Frédéric Phélypeaux de Maurepas. Françoise de Mazarins äktenskap var arrangerat av bland andra Madame de Maintenon och olyckligt, och den tolvåriga bruden klagade på sin makes låga börd och förklarade att hon hade velat bli hertiginna. Hon hade många uppmärksammade kärleksaffärer, främst med Marquis de Nangis. Hon utpekas som en av regenten Filip II av Orléans många älskarinnor,  och också - liksom bland andra hertiginnan d'Epernon - som den kvinna som 1724 valts ut att undervisa den fjortonåriga kungen om sexuallivet genom att ta hans oskuld, ett tema som gav upphov till smädedikter, Chansonerna i samtiden. Det är oklart om kungen faktiskt tackade ja till detta erbjudande eller vägrade, och båda utgångar har föreslagits.
Françoise de Mazarin blev änka 1725 och gifte sig den 14 juni 1731 med Paul de La Porte-Mazarin de La Meilleraye, hertig de Mazarin (1666–1731), som dog efter tre månaders äktenskap. Hon utsågs till dame d'atours på sin mor och företrädares rekommendation 1731, när denna sade upp sig sedan kungen hade introducerat en ny regel om företräde för betitlade kvinnor oavsett deras hovtjänst.
Françoise de Mazarin kom att bli en av drottningens två närmaste kvinnliga vänner och favorithovdamer: den andra var hennes kollega Marie Brûlart. Hon presenterade sina barn vid hovet, greve de Saint-Florentin som blev statssekreterare och grevinnan de Maurepas som kom att ingå i drottningens cirkel. Hon presenterade också sina släktingar Hortense de Mailly-Nesle och Marie Anne de Mailly-Nesle vid hovet. Hon ogillade sin släkting Louise Julie de Mailly-Nesles ställning som mätress av lojalitet mot drottningen, men avled mitt under en intrig med syfte att installera sitt andra barnbarn Marie Anne de Mailly-Nesle vid hovet som mätress för att störa den förras ställning. Hon efterträddes av Amable-Gabrielle de Villars.